# Ogólnogrecki Ruch Socjalistyczny
Ogólnogrecki Ruch Socjalistyczny lub Panhelleński Ruch Socjalistyczny (ngr. Πανελλήνιο Σοσιαλιστικό Κίνημα = Panelinio Sosialistiko Kinima, PASOK) – grecka partia centrolewicowa. Założona w 1974 przez Andreasa Papandreu. Rządząca w latach 1981–1990, 1993–2004 oraz od 2009 do 2011.

## Przewodniczący
- 1974–1996: Andreas Papandreu
- 1996–2004: Kostas Simitis
- 2004–2012: Jorgos Papandreu
- 2012–2015: Ewangelos Wenizelos
- 2015–2021: Fofi Jenimata
- 2021– : Nikos Andrulakis [3]